# Аутокоманда
Аутокоманда је градска четврт у Београду, главном граду Србије, а такође и петља на аутопуту који пролази кроз Београд. Налази се на тромеђи градских општина Вождовац, Савски венац и Врачар.

## Положај
Аутокоманда се налази око 1,5  јужно од центра Београда. Граничи се са насељима: на северу Неимар и Карађорђев парк, на истоку Душановац, на југу Вождовац и на западу Дедиње.

## Петља
Најзначајнији објекат у насељу је једна од две велике петље у центру Београда (друга је Мостарска петља). Налази се на ауто-путу Београд-Ниш, који пролази кроз градско језгро, што и данас изазива расправе, иако је првобитно ауто-пут замишљен као брза градска саобраћајница Бежанија—Аутокоманда. Изградња је започета 1967. године и завршена је 1974. Куриозитет везан за петљу је да је и данас то једна од свега неколико петљи у Београду.
Расправе тадашњег градоначелника Београда, Ненада Богдановића са групом архитеката који су учествовали у пројектовању петљи на ауто-путу који пролази кроз Београд, резултовале су изјавом градоначелника 2006: „Ово су две најгоре петље и једине у свету са семафорима... Људи који су направили такве петље, данас нас критикују“. Друга страна је одговорила да је према оригиналним плановима на Аутокоманди замишљена будућа главна железничка станица, тако да су поједини делови петљи привремени. Главна примедба је била да, иако је петља укрштање са ауто-путем, немогуће је укључити се из правца Вождовца на ауто-пут. Касније је пројекат главне железничке станице измештен у Прокоп (мада се у продужетку саобраћајне петље данас налази станица градске железнице Карађорђев парк) тако да је привремено решење остало на снази све до септембра 2007, када је, после 30 година, коначно изграђено недостајуће укључење.
У септембру 2006. године је започета реконструкција петље, када је комплетно реконструисано свих 12 мостова на петљи. Приликом реконструкције, још једном се показала велика важност петље за саобраћај у Београду, јер је и поред тога што је била само делимично затворена за саобраћај, долазило до великих саобраћајних гужви у целом Београду. Реконструкција је завршена у пролеће 2007. године.
На истоку од петље се наставља ауто-пут Београд—Ниш, а на запад, преко Мостарске петље и моста Газела, наставља се ауто-пут Београд—Загреб и пут Београд—Нови Сад.

## Насеље
Име локације потиче од великих гаража аутомобилских јединица војске, на вождовaчкој страни петље. Објекти нису били коришћени дуже време, међутим, реновирани су и насеље је постало углавном комерцијалног значаја. У близини пролази железничка пруга. Главне саобраћајнице су Трг ослобођења и Булевар ослобођења. Стадиони фудбалских клубова Партизан и Црвена звезда се налазе у близини. Становништво Аутокоманде (укључујући и насеље Стадион) било је 12.167 2002.
Бронзани споменик француском генералу Лују Франшеу д'Епереу, који је командовао на Солунском фронту српским снагама у Првом светском рату 1918, подигнут је 1936. (аутор Ристо Стијовић). Део ауто-пута од Мостарске петље до Аутокоманде се званично зове Булевар Франша д'Епереа.